# Gian Battista Bassi
Gian Battista Bassi (14 aprile 1949) è un ex maratoneta italiano.

## Biografia
Nel 1971 ha vinto la medaglia d'oro nella maratona dei Giochi del Mediterraneo. Nel medesimo anno aveva precedentemente conquistato il titolo di campione italiano nella maratona (sua unica vittoria in un campionato italiano assoluto in carriera).

## Palmarès
| Anno | Manifestazione          | Sede   | Evento   | Risultato | Prestazione | Note |
| ---- | ----------------------- | ------ | -------- | --------- | ----------- | ---- |
| 1971 | Giochi del Mediterraneo | Smirne | Maratona | Oro       | 2h23'33"    |      |

## Campionati nazionali
1970
- 7º ai campionati italiani assoluti, 10000 m piani - 30'47"4

1971
- Oro ai campionati italiani di maratona - 2h19'18"

1972
- 4º ai campionati italiani di maratona - 2h27'18"
- 11º ai campionati italiani assoluti, 10000 m piani - 30'01"2

1973
- 6º ai campionati italiani assoluti, 10000 m piani - 30'11"2

1974
- 9º ai campionati italiani di maratona - 2h22'13"

1975
- 15º ai campionati italiani assoluti, 5000 m piani - 14'46"2

1976
- 11º ai campionati italiani assoluti, 10000 m piani - 30'56"0

## Altre competizioni internazionali
1971
- 7º alla Maratona di Enschede ( Enschede) - 2h24'59"